# Imre (roi de Hongrie)
Ne doit pas être confondu avec Émeric de Hongrie.
Imre ou Emeric (Hongrois: I. Imre, Croate: Mirko/Emerik, Slovaque: Imrich I.), (30 septembre 1174 – 30 novembre 1204) est roi de Hongrie (1182-1204), ainsi que duc de Croatie et de Dalmatie (1194-1196). Il fut couronné du vivant de son père, mais après la mort de ce dernier, il eut à combattre son frère, André II de Hongrie, qui força Emeric à lui attribuer le gouvernement de Croatie et de Dalmatie. Emeric intervint dans les combats internes des pays voisins et appuya le travail de missionnaires des légats papaux parmi les bogomiles de Bosnie. Durant son règne, le doge de Venise Enrico Dandolo parvint à persuader les chefs de la quatrième croisade d'occuper Zadar.

## Biographie

### Couronnement du prince
Emeric est l'aîné des fils du roi Béla III de Hongrie et de sa première femme, Agnès d'Antioche. Son père le couronne le 16 mai 1182, dans le but d'assurer sa succession. Emeric est fiancé à Agnès, la fille de Frédéric Barberousse, mais sa mort prématurée en 1184 empêche leur mariage.
Emeric est couronné de nouveau en 1194, et son père le nomme duc de Croatie et de Dalmatie. Selon ses dernières volontés, le roi Béla III lègue un royaume unifié à Emeric, et son plus jeune fils André hérite d'un grosse somme d'argent dans le but de satisfaire le serment de son père de mener les croisades.

### Combats avec son frère
Le 23 avril 1196, le roi Béla III meurt et Emeric monte sur le trône. Peu de temps après, il se querelle avec son frère André, parce que ce dernier utilise l'argent hérité de son père pour recruter des partisans parmi les barons. Le duc André cherche aussi l'assistance de Léopold V d'Autriche, avec qui ils triomphent d'Emeric lors de la bataille de Macsek en décembre 1197. Après la bataille, Emeric doit céder à son frère le gouvernement des duchés de Croatie et de Dalmatie. Emeric se marie à Constance d'Aragon, probablement en 1198. Quoi qu'il en soit, le duc André continue ses conspirations contre Emeric. Le roi ne peut pas compter sur l'aide du pape Innocent III lequel tente continuellement de persuader le duc d'honorer les dernières volontés de son père et d'organiser une croisade. Les querelles au sein de la famille royale poussent le roi et son frère à faire don d'une part importante du domaine royal et de ses revenus. Ainsi, le roi accorde à l'archevêque d'Esztergom une dîme sur les revenus royaux et lui cède le palais d'Esztergom.
Au début de l'an 1199, Emeric est informé que l'évêque de Vác conspire avec son frère André contre lui. Il se rend alors à Vác et arrête personnellement l'évêque le 10 mars. Par la suite, il déchoit les partisans de son frère de leurs fonctions. À l'été 1199, lors de la bataille de Rád, il bat les forces de son frère qui doit fuir en Autriche. Les deux frères se réconcilient grâce à l'intercession de légat du pape, Grégoire, et André se voit de nouveau attribué les duchés de Croatie et de Dalmatie.

### Guerres dans les Balkans
Sous la pression du pape Innocent III, qui souhaitait faire disparaitre le bogomilisme des Balkans, Emeric entame en 1201 une campagne contre le grand-duc de Serbie Stefan Ier Nemanjić, qu'il bannit lorsque le frère du seigneur serbe, Vukan Nemanjić, prit le pouvoir sous la tutelle d'Emeric, qui prend le titre de « Rex Raciæ »  c'est-à-dire « roi de Serbie » après cette victoire. Emeric bat aussi le ban de Bosnie Kulin qui a soutenu les bogomiles dans cette province. En 1202, une nouvelle campagne est lancée contre Jean Kalojan, souverain de Bulgarie, qui soutient les tentatives de Stefan Ier Nemanjić de remonter sur le trône, mais les armées bulgares évitèrent toutes batailles et Emeric ne put les vaincre.
Dans le même temps, un autre conflit nait lorsque la ville dalmate de Zadar, théoriquement sous la protection de la république de Venise, reconnait Emeric comme suzerain en 1201. Le doge Enrico Dandolo manœuvre alors pour pousser les chefs de la quatrième croisade à conquérir la ville au profit de la Sérénissime, le 24 novembre 1202, malgré l'interdiction du pape Innocent III.
Effrayé par l'intervention du pape qui a demandé à Imre de chasser les défenseurs de l'hérésie bogomile de Bosnie, le 8 avril 1203, le ban Kulin de Bosnie professe son allégeance à l'Église catholique romaine et, quittant le giron de l'Empire byzantin, jure fidélité au souverain de Hongrie. En 1203, Emeric retient en Hongrie le cardinal Léon, qui porte à Jean Kalojan la couronne de roi qu'Innocent III lui a accordé.

### Dernières années
En 1203, le duc André recommença à conspirer contre son frère. Le roi mena donc son armée dans les duchés de son frère. Lorsqu'il réalisa que ses troupes étaient inférieures en nombre à celles de son frère, Emeric se rend sans armes au camp de son frère près de Varaždin, portant uniquement sa couronne et son sceptre et le duc s'avance alors volontairement. Le roi arrête son frère, mais André réussit à s'échapper peu de temps après.
De plus en plus malade, Emeric couronne son jeune fils Ladislas le 26 août 1204. Il se réconcilie alors avec son frère en lui promettant la régence du royaume pendant la minorité de son fils. Emeric est inhumé dans la cathédrale d'Eger.

### Union et postérité
En 1198 Imre épouse Constance d'Aragon une fille du roi Alphonse II dont :
- Ladislas III.